# Tichon Iwanowitsch Ababkow
Tichon Iwanowitsch Ababkow (russisch Тихон Иванович Абабков; * 15. August 1908 im Dorf Koronez, Gouvernement Mogiljow, Russisches Kaiserreich; † 13. September 1984 in Moskau) war ein sowjetischer Funktionär der Kommunistischen Partei der Sowjetunion (KPdSU).

## Leben
Ababkow, der 1929 Mitglied der Kommunistischen Partei der Sowjetunion (KPdSU) wurde, 
war 1929 zunächst Leiter der Propagandaabteilung sowie Sekretär des Jugendverbandes Komsomol in Kalatinskogo in der Oblast Swerdlowsk. 1929 begann er ein Studium an der Hochschule für Bergbau und Metallurgie in Swerdlowsk und schloss dieses 1939 ab. Im Anschluss wurde er 1939 Meister im Metallurgischen Betrieb in Krasnouralsk und war zuletzt bis 1939 Direktor des Ausbildungszentrums sowie der Berufsschule dieses Betriebes. Danach wurde er 1938 hauptamtlicher Parteifunktionär der KPdSU und fungierte zunächst als Erster Sekretär des Stadtparteikomitees von Kirowgrad und nach einem Studium an der Parteihochschule für Organisation 1939 Sektionsleiter im Zentralkomitee (ZK) der KP der Kasachischen Sozialistischen Sowjetrepublik. 
Daraufhin fungierte Ababkow zwischen 1940 und Juni 1941 als Erster Sekretär des Stadtparteikomitees von Ridder sowie vom 26. Juni 1941 bis August 1943 Sekretär des ZK der KP der Kasachischen SSR für Nichteisenmetalle, ehe er zwischen August 1943 und Januar 1945 stellvertretender ZK-Sekretär für Nichteisenmetalle der KP der Kasachischen SSR war. Im Anschluss war er zwischen 1945 und 1947 sowohl Leiter der ZK-Abteilung für Metallurgie als auch stellvertretender ZK-Sekretär für Industrie der KP der Kasachischen SSR. 1947 wurde er Erster Sekretär des KP-Komitees der Oblast Karaganda und übte diese Funktion bis 1952 aus. Nach einer darauf folgenden Fortbildung im ZK der KPdSU war er zwischen dem 12. September 1953 und dem 14. Februar 1958 Erster Sekretär des KP-Komitees der Oblast Magadan und gehörte daneben vom 25. Februar 1956 bis zum 17. Oktober 1961 als Mitglied der Zentralen Revisionskommission der KPdSU an. 
Für seine Verdienste wurde Ababkow unter anderem mit dem Orden des Vaterländischen Krieges I. Klasse, dem Ehrenzeichen der Sowjetunion sowie der Medaille „Für heldenmütige Arbeit im Großen Vaterländischen Krieg 1941–1945“ ausgezeichnet.